# 广告轮播
广告轮播是指网站主在同一个广告位设置投放多个广告，这些广告按照一定的规则进行轮询展示，如固定时间切换展示广告，或用户刷新页面后切换。